# Arjuno-Welirang
Arjuno-Welirang ist ein Vulkankomplex auf der Insel Java in Indonesien.
Die Vulkane Arjuno (3339 m) und Welirang (3156 m) bilden das Südost- und Nordwest-Ende der 6 Kilometer langen Kette von Vulkankegeln und Kratern. Der Vulkankomplex überlagert zwei ältere Vulkane, den Gunung Ringgit im Osten sowie den Gunung Linting im Süden. Weder der Arjuno noch der Welirang sind bewaldet. Mehrere pyroklastische Kegel befinden sich an der Nordflanke des Welirang sowie südlich des Arjuno. An den Hängen des Welirang sind zudem mehrere Fumarolenfelder mit Schwefel-Ablagerungen zu finden. Historische Aufzeichnungen belegen zwei Ausbrüche am 30. Oktober 1950 sowie im August 1952.